# Finiș
Finiș è un comune della Romania di 3 681 abitanti, ubicato nel distretto di Bihor, nella regione storica della Transilvania.
Il comune è formato dall'unione di 5 villaggi: Brusturi, Finiș, Fiziș, Ioaniș, Șuncuiș.